# Blaj
Blaj (węg. Balázsfalva, niem. Blasendorf) – miasto w Rumunii, w okręgu Alba w Siedmiogrodzie, zamieszkane przez 10 523 osoby (2021).

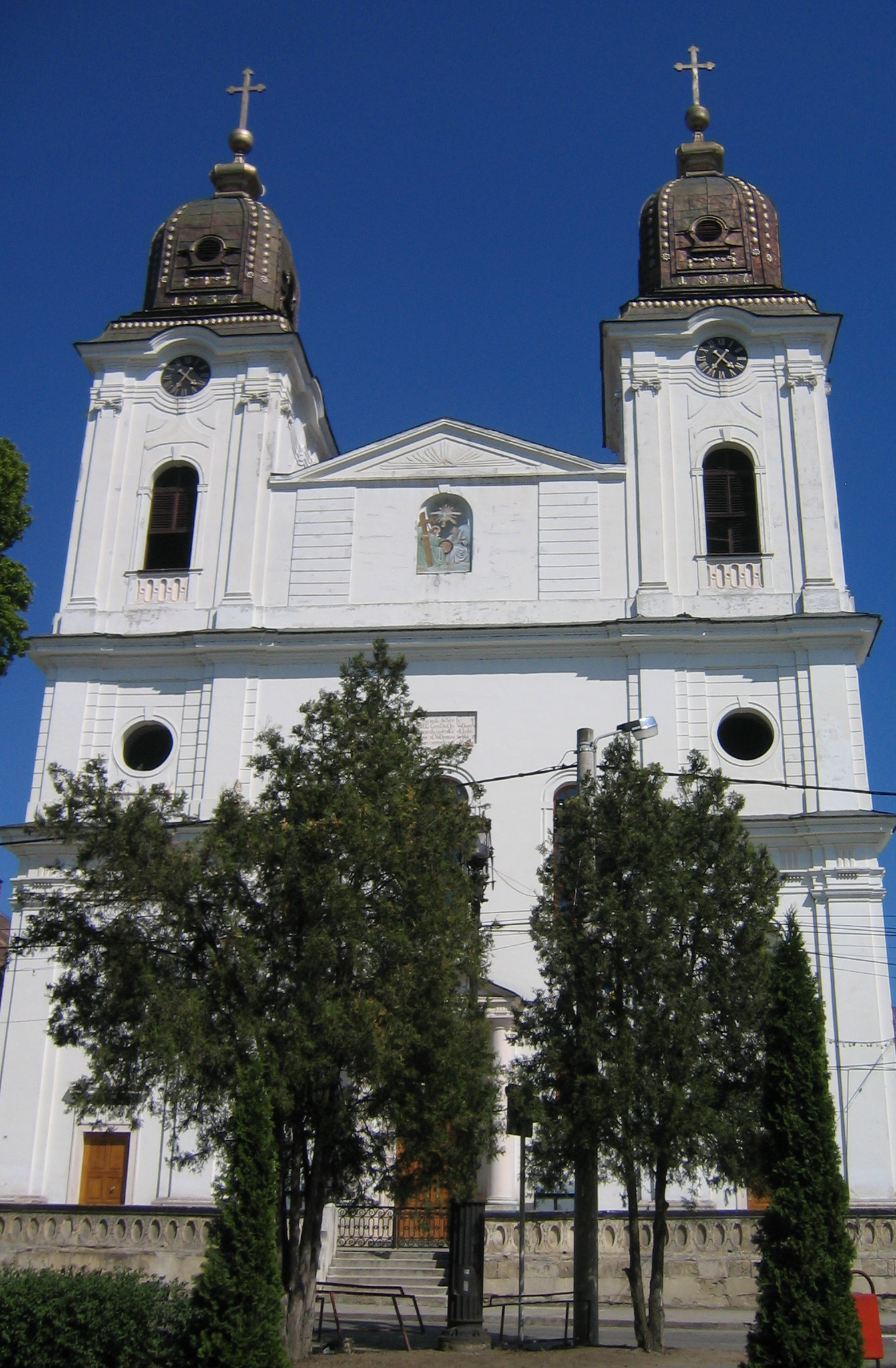
Katedra Rumuńskiego Kościoła Greckokatolickiego

## Położenie
42 km na południowy wschód od Alba Iulia, w miejscu w którym w wyniku połączenia Târnavy Mare z Târnavą Mică powstaje rzeka Târnava.

## Pochodzenie nazwy
Miejscowość otrzymała nazwę od imienia swojego pierwszego, węgierskiego właściciela – Balázsa Cséry: Balázsfalva. Rumuńska i niemiecka nazwa również pochodzą od węgierskiej.

## Gospodarka
W mieście rozwinął się przemysł drzewny, spożywczy oraz materiałów budowlanych.

## Demografia
Skład etniczny według spisu z 2011 roku:
- Rumuni – 16 146 (78,26%)
- Romowie – 1706 (8,27%)
- Węgrzy – 1304 (6,32%)
- Niemcy – 46 (0,22%)
- nieokreślona przynależność – 1424 (6,90%)

## Współpraca
Miejscowości partnerskie:
- Allschwil, Szwajcaria
- Bacău, Rumunia
- Durlești, Mołdawia
- Morlanwelz, Belgia
- Recanati, Włochy